# Eduardo Bless
Eduardo Javier Bless Cabrejas (Trujillo, 19 de septiembre de 1977) es un abogado y político peruano. Es el actual alcalde del distrito de San Miguel, desde el 1 de enero de 2023. Siendo elegido en las elecciones municipales de 2022 para el periodo 2023 - 2026. Anteriormente, ejerció dicho cargo por el mismo distrito, desde enero del 2015 hasta diciembre del 2018. Asimismo, fue regidor de dicho distrito en 2 ocasiones.

## Biografía
Nació en Trujillo, el 19 de septiembre de 1977. Se mudó a Lima a los 10 años. Sus padres son Javier Bless Bustamante y Carmen Cabrejas de Bless, ambos abogados.
Estudió primaria y secundaria en el Colegio Peruano Chino Juan XXIII. Siguió la carrera de Derecho en la Universidad San Martín de Porres, graduándose en diciembre de 2000.
En 2002, fundó el Estudio Bless Abogados. Su interés por la política lo llevó a formar parte de las juventudes del Partido Popular Cristiano, llegando a ocupar el cargo de Secretario de Política entre 2004 y 2010.

## Vida política
En 2010, incursionó como regidor del distrito de San Miguel por el partido Cambio Radical.

### Alcalde de San Miguel
En las elecciones municipales del 2014 resultó elegido como alcalde del distrito de San Miguel para el periodo 2015 - 2018, con un 42,5% de votos, postulando por el partido Perú Patria Segura.
Al culminar su gestión como burgomaestre, decidió fundar su propia agrupación San Miguel Me Gusta y decidió postular como regidor en las elecciones municipales del 2018, siendo elegido para el periodo 2019 - 2022.
Para las elecciones municipales del 2022, volvió a postular a la alcaldía del distrito por el partido Avanza País. Resultando elegido con la mayoría de votos para el periodo 2023 - 2026.